# كاريل سفوبودا
كاريل سفوبودا (بالتشيكية: Karel Svoboda)‏ هو رسام تشيكي، ولد في 14 يونيو 1824 في Plánice ‏ في التشيك، وتوفي في 13 سبتمبر 1870 في فيينا في النمسا.